# Liolaemus tehuelche
Espèce
Statut de conservation UICN

 LC  : Préoccupation mineure
Liolaemus tehuelche est une espèce de sauriens de la famille des Liolaemidae.

## Répartition et habitat
Cette espèce est endémique de la province de Río Negro en Argentine. On la trouve entre 900 et 1 200 m d'altitude. Elle vit dans des milieux au sol sableux avec quelques rochers et des buissons.

## Étymologie
Cette espèce est nommée en l'honneur des Tehuelche.

## Publication originale
- Abdala, 2003 : Cuatro nuevas especies del género Liolaemus (Iguania: Liolaemidae), pertenecientes al grupo boulengeri, de la Patagonia Argentina. Cuadernos de Herpetología, vol. 17, p. 3-32.